# 大興 (渤海)
大兴（738年—794年）是渤海国文王大欽茂的年号，共计57年。
据阎万章考证，大欽茂于大兴三十七年（774年）改元宝历，而非唐敬宗的寶曆年号。晚年（具体何年不详）恢復使用大兴年号，可見者有大興五十六年（《貞孝公主墓誌》）、大興五十七年（《後日本紀》卷4〈康王與日本國桓武天皇書〉）。
金毓黻以改元大興在738年，魏國忠及梁玉多以改元在737年。《唐渤海國貞孝公主墓誌》記載「粵于以大興五十六年夏六月九日壬辰終于外第，春秋三十六。謚曰貞孝公主。其年冬十一月廿八日己卯，陪葬于染谷之西原」。從前者則793年農曆六月九日為丙辰，十一月廿八日為癸卯，與墓誌不合；從後者則792年農曆六月九日為壬辰，十一月廿八日為己卯，與墓誌吻合。

## 纪年
新舊《唐書》記載其年號名稱，但未明確指出確切年代範圍。金毓黻編著的《渤海國志長編》考訂認為在西元738年至794年，總計使用57年；李崇智《中國歷代年號考》從金說。另有魏國忠《渤海史》認為在737年改元大興，至793年，總計使用57年，中間774年至780年曾改元寶曆；梁玉多《渤海國編年史》認為在仁安19年（737年）當年改元大興，大興38年（774年）當年改元寶曆，至寶曆12年（785年）恢復為大興49年，至793年，總計使用57年。

### 738年改元說
| 大興 | 元年  | 2年   | 3年   | 4年   | 5年   | 6年   | 7年   | 8年   | 9年   | 10年  |
| ---- | ----- | ----- | ----- | ----- | ----- | ----- | ----- | ----- | ----- | ----- |
| 西元 | 738年 | 739年 | 740年 | 741年 | 742年 | 743年 | 744年 | 745年 | 746年 | 747年 |
| 干支 | 戊寅  | 己卯  | 庚辰  | 辛巳  | 壬午  | 癸未  | 甲申  | 乙酉  | 丙戌  | 丁亥  |
| 大興 | 11年  | 12年  | 13年  | 14年  | 15年  | 16年  | 17年  | 18年  | 19年  | 20年  |
| 西元 | 748年 | 749年 | 750年 | 751年 | 752年 | 753年 | 754年 | 755年 | 756年 | 757年 |
| 干支 | 戊子  | 己丑  | 庚寅  | 辛卯  | 壬辰  | 癸巳  | 甲午  | 乙未  | 丙申  | 丁酉  |
| 大興 | 21年  | 22年  | 23年  | 24年  | 25年  | 26年  | 27年  | 28年  | 29年  | 30年  |
| 西元 | 758年 | 759年 | 760年 | 761年 | 762年 | 763年 | 764年 | 765年 | 766年 | 767年 |
| 干支 | 戊戌  | 己亥  | 庚子  | 辛丑  | 壬寅  | 癸卯  | 甲辰  | 乙巳  | 丙午  | 丁未  |
| 大興 | 31年  | 32年  | 33年  | 34年  | 35年  | 36年  | 37年  | 38年  | 39年  | 40年  |
| 西元 | 768年 | 769年 | 770年 | 771年 | 772年 | 773年 | 774年 | 775年 | 776年 | 777年 |
| 干支 | 戊申  | 己酉  | 庚戌  | 辛亥  | 壬子  | 癸丑  | 甲寅  | 乙卯  | 丙辰  | 丁巳  |
| 大興 | 41年  | 42年  | 43年  | 44年  | 45年  | 46年  | 47年  | 48年  | 49年  | 50年  |
| 西元 | 778年 | 779年 | 780年 | 781年 | 782年 | 783年 | 784年 | 785年 | 786年 | 787年 |
| 干支 | 戊午  | 己未  | 庚申  | 辛酉  | 壬戌  | 癸亥  | 甲子  | 乙丑  | 丙寅  | 丁卯  |
| 大興 | 51年  | 52年  | 53年  | 54年  | 55年  | 56年  | 57年  |       |       |       |
| 西元 | 788年 | 789年 | 790年 | 791年 | 792年 | 793年 | 794年 |       |       |       |
| 干支 | 戊辰  | 己巳  | 庚午  | 辛未  | 壬申  | 癸酉  | 甲戌  |       |       |       |

### 737年改元說
| 大興 | 元年  | 2年   | 3年   | 4年   | 5年   | 6年   | 7年   | 8年   | 9年   | 10年  |
| ---- | ----- | ----- | ----- | ----- | ----- | ----- | ----- | ----- | ----- | ----- |
| 西元 | 737年 | 738年 | 739年 | 740年 | 741年 | 742年 | 743年 | 744年 | 745年 | 746年 |
| 干支 | 丁丑  | 戊寅  | 己卯  | 庚辰  | 辛巳  | 壬午  | 癸未  | 甲申  | 乙酉  | 丙戌  |
| 大興 | 11年  | 12年  | 13年  | 14年  | 15年  | 16年  | 17年  | 18年  | 19年  | 20年  |
| 西元 | 747年 | 748年 | 749年 | 750年 | 751年 | 752年 | 753年 | 754年 | 755年 | 756年 |
| 干支 | 丁亥  | 戊子  | 己丑  | 庚寅  | 辛卯  | 壬辰  | 癸巳  | 甲午  | 乙未  | 丙申  |
| 大興 | 21年  | 22年  | 23年  | 24年  | 25年  | 26年  | 27年  | 28年  | 29年  | 30年  |
| 西元 | 757年 | 758年 | 759年 | 760年 | 761年 | 762年 | 763年 | 764年 | 765年 | 766年 |
| 干支 | 丁酉  | 戊戌  | 己亥  | 庚子  | 辛丑  | 壬寅  | 癸卯  | 甲辰  | 乙巳  | 丙午  |
| 大興 | 31年  | 32年  | 33年  | 34年  | 35年  | 36年  | 37年  | 38年  | 39年  | 40年  |
| 西元 | 767年 | 768年 | 769年 | 770年 | 771年 | 772年 | 773年 | 774年 | 775年 | 776年 |
| 干支 | 丁未  | 戊申  | 己酉  | 庚戌  | 辛亥  | 壬子  | 癸丑  | 甲寅  | 乙卯  | 丙辰  |
| 大興 | 41年  | 42年  | 43年  | 44年  | 45年  | 46年  | 47年  | 48年  | 49年  | 50年  |
| 西元 | 777年 | 778年 | 779年 | 780年 | 781年 | 782年 | 783年 | 784年 | 785年 | 786年 |
| 干支 | 丁巳  | 戊午  | 己未  | 庚申  | 辛酉  | 壬戌  | 癸亥  | 甲子  | 乙丑  | 丙寅  |
| 大興 | 51年  | 52年  | 53年  | 54年  | 55年  | 56年  | 57年  |       |       |       |
| 西元 | 787年 | 788年 | 789年 | 790年 | 791年 | 792年 | 793年 |       |       |       |
| 干支 | 丁卯  | 戊辰  | 己巳  | 庚午  | 辛未  | 壬申  | 癸酉  |       |       |       |

## 同期存在的其他政权年号
- 中國
  - 唐朝
    - 开元（713年－741年）：唐玄宗李隆基之年号
    - 天寶（742年－756年）：唐玄宗李隆基之年号
    - 至德（756年－758年）：唐肅宗李亨之年号
    - 乾元（758年－760年）：唐肅宗李亨之年号
    - 上元（760年－761年）：唐肅宗李亨之年號
    - 寶應（762年－763年）：唐代宗李豫之年號
    - 廣德（763年－764年）：唐代宗李豫之年號
    - 永泰（765年－766年）：唐代宗李豫之年號
    - 大曆（766年－779年）：唐代宗李豫之年號
    - 建中（780年－783年）：唐德宗李适之年號
    - 興元（784年）：唐德宗李适之年號
    - 貞元（785年－805年）：唐德宗李适之年號

  - 安史之亂
    - 聖武（756年－757年）：安祿山之年號
    - 天成（758年－759年）：安慶緒之年號
    - 應天（759年）：史思明之年號
    - 順天（759年－761年）：史思明之年號
    - 顯聖（761年－763年）：史朝義之年號

  - 唐朝時期
    - 黃龍（761年）：段子璋之年號
    - 正德（761年）：李珍之年號
    - 寶勝（762年－763年）：袁晁之年號
    - 應天（783年）：朱泚之年號
    - 天皇（784年）：朱泚之年號
    - 武成（784年－786年）：李希烈之年號

  - 南詔
    - 贊普鍾（752年－768年）：閣羅鳳之年號
    - 長壽（769年－779年）：閣邏鳳之年號
    - 見龍（780年－783年）：異牟尋之年號
    - 上元（784年－808年）：異牟尋之年號
- 日本
  - 奈良時代
    - 養老（717年－724年）：元正天皇之年號
    - 神龜（724年－729年）：聖武天皇之年號
    - 天平（729年－749年）：聖武天皇之年號
    - 天平感寶（749年－749年）：聖武天皇之年號
    - 天平勝寶（749年－757年）：孝謙天皇之年號
    - 天平寶字（757年－765年）：孝謙天皇、淳仁天皇、稱德天皇之年號
    - 天平神護（765年－767年）：稱德天皇之年號
    - 神護景雲（767年－770年）：稱德天皇之年號
    - 寶龜（770年－781年）：光仁天皇之年號
    - 天應（781年－782年）：光仁天皇、桓武天皇之年號
    - 延曆（782年－806年）：桓武天皇之年號

## 深入閱讀
- 李崇智. . 北京: 中華書局. 2004年12月. ISBN 7101025129.
- 鄧洪波. . 臺北: 國立臺灣大學東亞經典與文化研究計劃. 2005年3月  [2022-01-03]. ISBN 9789860005189. （原始内容 (pdf)存档于2007-08-25）.
- 魏國忠、楊雨舒. . 北京: 中國社會科學出版社. 2019年12月. ISBN 7520331777.
- 梁玉多. . 哈爾濱: 黑龍江人民出版社. 2004年12月. ISBN 720706005.

| 前一年號： 仁安 | 渤海国年号 738年－794年 | 下一年號： 中興 |